# Gypsophila graminifolia
Gypsophila graminifolia är en nejlikväxtart som beskrevs av Youssef Ibrahim Barkoudah. Gypsophila graminifolia ingår i släktet slöjor, och familjen nejlikväxter. Inga underarter finns listade i Catalogue of Life.